# Mail on Sunday
För den brittiska tidningen, se Daily Mail.
Mail on Sunday är det första studioalbumet av rapparen Flo Rida. Det släpptes den 18 mars 2008 i USA. Tre singlar, alla mycket framgångsrika, har släppts från albumet: Elevator, Low och In Tha Ayer. 
Den 10 juni 2008 hade albumet sålts i över 280.000 kopior.

## Låtlista
| Nr | Titel                                            | Producent(er)            | Gästartist(er)     | Längd |
| -- | ------------------------------------------------ | ------------------------ | ------------------ | ----- |
| 1  | "American Superstar"                             | Da Honorable C.N.O.T.E.  | Lil Wayne          | 3:40  |
| 2  | "Ack Like You Know"                              | Deputy                   |                    | 3:45  |
| 3  | "Elevator"                                       | Timbaland                | Timbaland          | 3:50  |
| 4  | "Roll"                                           | J.R. Rotem               | Sean Kingston      | 4:00  |
| 5  | "Low"                                            | T-Pain                   | T-Pain             | 3:50  |
| 6  | "Priceless"                                      | Hit-Boy & Chase N. Cashe | Birdman            | 3:52  |
| 7  | "Ms. Hangover"                                   | J.R. Rotem               |                    | 3:57  |
| 8  | "Still Missin'"                                  | Kane For Kane Beatz      |                    | 4:40  |
| 9  | "In the Ayer"                                    | will.i.am                | will.i.am          | 3:40  |
| 10 | "Me & U"                                         | DJ Frank E               |                    | 4:30  |
| 11 | "All My Life"                                    | Fatboi                   |                    | 3:33  |
| 12 | "Don't Know How to Act"                          | Da Honorable C.N.O.T.E.  | Yung Joc           | 3:33  |
| 13 | "Freaky Deaky"                                   | Gorilla Tek Drum Majorz  | Trey Songz         | 3:17  |
| 14 | "Money Right"                                    | Javon "4mill" Thomas     | Brisco & Rick Ross | 3:16  |
| *  | "Gotta Eat" (Best Buy-bonuslåt)                  | Young Juve               |                    | 3:52  |
| *  | "Make A Wish" (Best Buy-bonuslåt)                | Firstborn                |                    | 4:16  |
| *  | "Low" (Travis Barker Remix) (bonuslåt på Itunes) |                          | T-Pain             | 4:15  |